# Johannes Kühn
Johannes Kühn, född 19 november 1991, är en tysk skidskytt som debuterade i världscupen i december 2012. Hans första pallplats i världscupen kom när han slutade tvåa i distans den 6 december 2018 i Pokljuka i Slovenien.
Kühn deltog i OS 2018 och OS 2022.